# Albergue Inspira
El Albergue Inspira es una asociación sin fines de lucro, creada en 2008 en Lima (Perú), que trabaja en los ámbitos de la beneficencia, con el objetivo de brindar un albergue temporal de techo, comida saludable y asistencia a niños que provienen del interior del Perú y que requieren recibir tratamientos oncológicos y otras enfermedades en Lima. 
Como toda asociación sin fines de lucro, vive de las donaciones y su actual meta es construir un Albergue que permita triplicar la ayuda a niños con cáncer de provincias del Perú. Su misión es que ningún niño suspenda su tratamientos por temas económicos.

## Organización y funcionamiento

### Inicios
En junio del 2011 el albergue recibió a su primer niño. A partir de esa, la institución – también llamadaAlbergue Inspira – hasta julio del año 2017 ha llegado a recibir alrededor de 900 familias; sus camas han sido ocupadas más de 50 mil veces; ha servido más de 250 mil raciones de comida saludable. Actualmente, apoya también la llegada de cualquier niño con tratamiento asociado quemaduras y parálisis cerebral.

### Financiación
Los fondos necesarios para el funcionamiento del Albergue Inspira se obtienen por medio de donaciones, patrocinio específico para determinadas actividades, contratos suscritos con otras entidades, y también mediante ingresos provenientes de eventos extraordinarios internacionales, como el evento CNN Heroes, el especial de televisión anual galardonado creado por la cadena estadounidense CNN para honrar a individuos que hacen contribuciones extraordinarias a la ayuda humanitaria y hacer una verdadera diferencia en sus comunidades.